# Pfarrhaus Wormbach

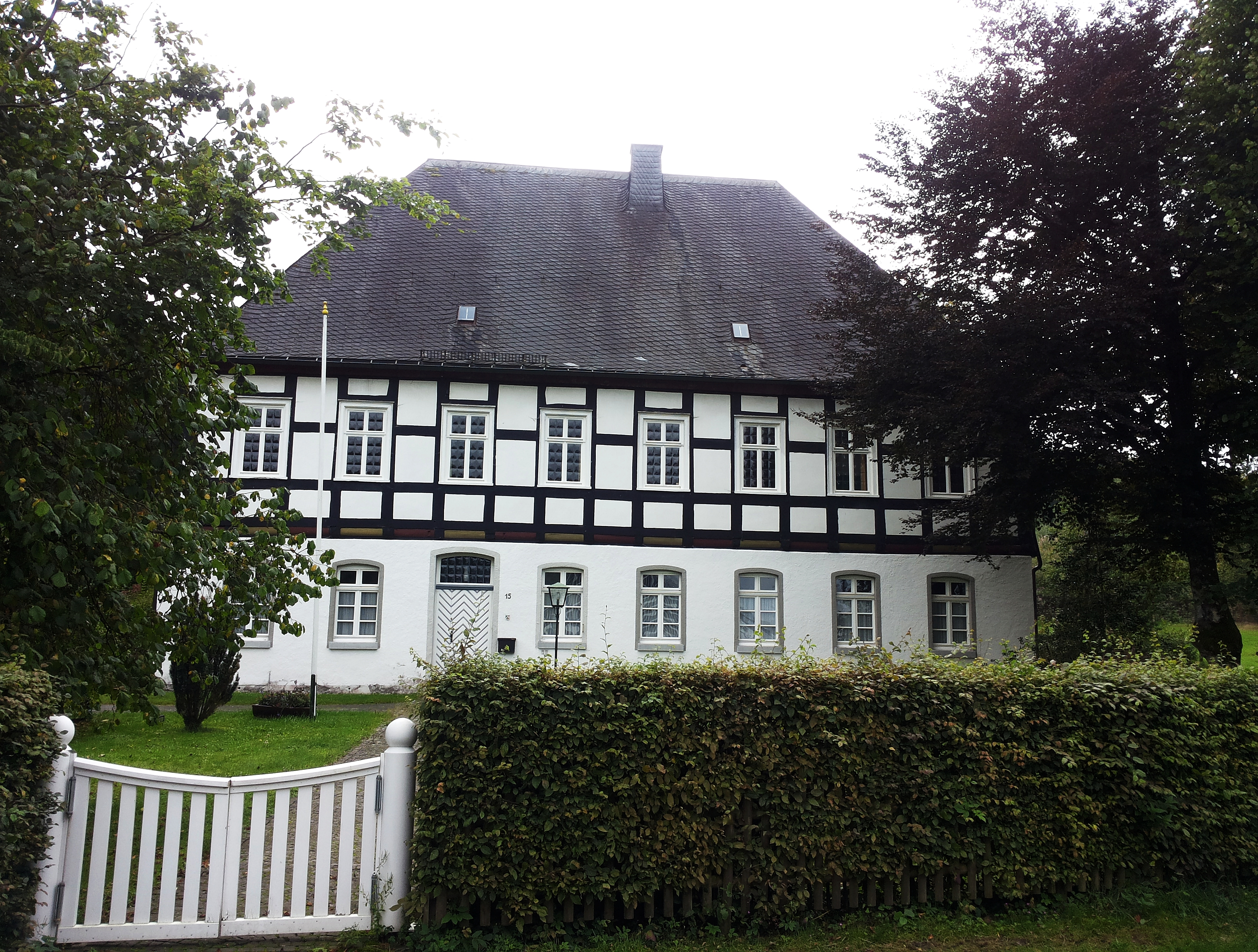
Pfarrhaus in Wormbach

Das katholische Pfarrhaus ist ein denkmalgeschütztes Gebäude in Wormbach, einem Ortsteil von Schmallenberg im Hochsauerlandkreis (Nordrhein-Westfalen).
Das Pfarrhaus befindet sich am südlichen Ortsrand. Direkt östlich davon steht das 1979 erbaute Pfarrheim, das seit 1992 die Katholisch öffentliche Bücherei St. Peter und Paul Wormbach beheimatet. Wenige Meter nördlich der beiden Häuser entspringt eine Quelle, die im Volksmund den Namen Pastors Strülleken trägt. Es wird vermutet, dass hier die erste Kirche des Ortes gestanden haben könnte.

## Geschichte und Architektur
Der große, traufständige Massivbau mit Fachwerkobergeschoss und Walmdach wurde von 1717 bis 1718 errichtet. Die Wände sind verputzt. Eine umfassende Renovierung wurde von 1962 bis 1963 vorgenommen, dabei wurden auch die Innenräume modernisiert. 
Das Gebäude ist eines der ältesten Pfarrhäuser im Sauerland. Es ist ein reines Wohngebäude mit einem repräsentativen Äußeren. An der Seite befindet sich ein Teich. Das zugehörige Wirtschaftsgebäude aus Fachwerk wurde 1979 abgebrochen.